# Олейник, Святослав Васильевич
Святослав Васильевич Олейник (укр. Святослав Васильович Олійник; род. 4 декабря 1975 г., Днепропетровск) — украинский юрист, политик. Народный депутат 5—6 созывов. Близкий соратник Игоря Коломойского, председатель Днепропетровского областного совета с 8 ноября 2019 года по 16 декабря 2020 года.

## Биография
В 1998 году окончил Днепропетровский государственный университет по специальности «правоведение». В 2009 году — факультет психологии Санкт-Петербургского государственного университета.
В 1997 году женился; жена — Олейник Варвара Александровна.
В 1998—2005 годах Святослав Олейник работает в органах прокуратуры. Неоднократно исполняет обязанности прокурора города Днепропетровска. Его работа в прокуратуре ознаменовалась серией резонансных уголовных дел, связанных с хищением коммунальной собственности и бюджетных средств. К уголовной ответственности были привлечены чиновники разных рангов.
В 2005 году Святослав Олейник уволился из органов прокуратуры по собственному желанию и начал частную адвокатскую деятельность.

## Политическая деятельность
В 2006 году Святослава Олейник избран народным депутатом Украины.
В 2007 году на внеочередных выборах переизбран в парламент.
Автор десятков законопроектов, среди которых — законы, посвященные внедрению дополнительных мер по защите прав человека в уголовном процессе, а также упорядочению системы досудебного следствия на Украине.
В 2010 году Святослав Олейник возглавил политическую партию «Україна Майбутнього», которая приняла решение участвовать в выборах депутатов местных советов, сельских, поселкових и городских председателей на территории Днепропетровской области.
По результатам местных выборов 2010 года «Україна Майбутнього» провела в местные советы разных уровней в Днепропетровской области 40 депутатов.